# Maximilian Arnold
Maximilian Arnold (Riesa, 1994. május 27. –) német labdarúgó, a VfL Wolfsburg középpályása.

## Sikerei, díjai

### Klub
- VfL Wolfsburg
  - Német kupa: 2014–15
  - Német szuperkupa: 2015

### Válogatott
- Németország U21
  - U21-es labdarúgó-Európa-bajnokság: 2017